# Nita Englund
Nita Englund, née le 10 juin 1992 à Iron Mountain, est une sauteuse à ski américaine, licenciée au club de Steamboat Springs.

## Parcours sportif

### Grand championnats
En 2018, elle participe aux Jeux olympiques de Pyeongchang, où elle ne se qualifie pas pour la deuxième manche (31e).
Elle a trois sélections pour les Championnats du monde entre 2015 et 2019 et son meilleur résultat est une douzième place en 2015.

### Coupe du monde et Grand Prix
En 2012, elle se blesse et ne peut donc concourir pendant un an
Elle participe à sa première épreuve en Coupe du monde le 12 janvier 2014 à Sapporo. Lors de la saison suivante, elle marque ses premiers points à Lillehammer, premier concours de la saison (18e place) et figure ensuite dans les trente premières à chacune de ses apparitions avant de se classer deuxième à Râșnov le 8 février 2015, montant sur son premier podium. Lors du Grand Prix d'été 2015, elle s'immisce sur le podium sur la manche d'Almaty et reste régulière sur les autres concours pour finir troisième du classement général.
Durant les saisons 2016 et 2017, elle collectionne plusieurs résultats dans le top dix, plafonnant cependant au septième rang.
Elle fait une pause dans sa carrière sportive lors de la saison 2019-2020.

### Coupe continentale
Elle a démarré dans la Coupe continentale en décembre 2008, à l'époque où cette compétition était le plus haut niveau du saut à ski féminin. En mars 2014, alors déjà apparue dans la Coupe du monde, elle se classe troisième du concours de Falun, son seul podium à ce jour.

## Palmarès

### Jeux olympiques
| Épreuve / Édition | Pyeongchang 2018 |
| Petit tremplin    | 31e              |

### Championnats du monde
| Épreuve / Édition  | Falun 2015                       | Lahti 2017                       | Seefeld 2019 |
| Individuel         | 12e                              | 27e                              | 37e          |
| Par équipes mixtes | 7e                               | 8e                               | 10e          |
| Par équipes        | Épreuve inexistante à cette date | Épreuve inexistante à cette date | 10e          |

### Coupe du monde
- Meilleur classement général : 10e en 2015.
- 1 podium individuel : 1 deuxième place.

Palmarès au 15 mars 2015

#### Classements généraux annuels
| Année | Rang |
| 2015  | 10e  |
| 2016  | 13e  |
| 2017  | 16e  |
| 2018  | 55e  |
| 2019  | 40e  |

### Grand Prix
- 3e du classement général en 2015.
- 1 podium.

### Championnats des États-Unis
Elle remporte son premier titre individuel en 2015 sur le tremplin normal. Elle gagne son prochain titre en 2017 au grand tremplin, puis les deux compétitions individuelles en 2018.